# Банёвка (Горбацевичский сельсовет)
Банёвка (бел. Банёўка) — деревня в составе Горбацевичского сельсовета Бобруйского района Могилёвской области Республики Беларусь.

## Население
- 1999 год — 14 человек
- 2010 год — 8 человек